# João Coutinho, arcebispo de Évora
João Coutinho foi um clérigo português.

## Biografia
Filho de Rui Gonçalves da Câmara, 1.º Conde de Vila Franca, estudou Teologia na Faculdade de Teologia da Universidade de Coimbra, onde chegou a ser reitor. Seguindo na carreira eclesiástica, foi Bispo do Algarve e de Lamego. Foi nomeado Arcebispo Metropolitano de Évora em 1636. Logo no ano seguinte foi insultado pelo povo da cidade, durante as manifestações da Revolta do Manuelinho, por suspeitas de ser simpatizante dos espanhóis. Partiu então para Madrid, de onde não mais regressou a Portugal. A seguir à sua morte, a Arquidiocese esteve sem Arcebispo até 1671, porque Roma, não reconhecendo a realeza de D. João IV, não nomeava novos Bispos para Portugal.